# Сулфонамид (медицина)
Вижте пояснителната страница за други значения на сулфонамид.
Сулфонамидите са широкоспектърни противомикробни химиотерапевтици от синтетичен произход. Производни са на сулфаниламида.